# Квазиклассическое приближение
Квазикласси́ческое приближе́ние, также известное как метод ВКБ (Ве́нтцеля — Кра́мерса — Бриллюэ́на) — пример квазиклассического вычисления в квантовой механике, в котором волновая функция представлена как показательная функция, квазиклассически расширенная, а затем или амплитуда, или фаза медленно изменяются. Метод назван в честь физиков Г. Вентцеля, Х. А. Крамерса и Л. Бриллюэна, которые развили его в 1926 году независимо друг от друга. 
В 1923 году математик Гарольд Джеффри разработал общий метод приближённого решения линейных дифференциальных уравнений второго порядка, который включает и решение уравнения Шрёдингера. Но, так как уравнение Шрёдингера появилось два года спустя, ни Вентцель, ни Крамерс, ни Бриллюэн, очевидно, не знали эту более раннюю работу. В некотором смысле исторически квазиклассическое приближение предшествовало методу ВКБ и понятию волновой функции вообще: так называемая «старая квантовая теория» изучала тот же предельный случай эмпирически в 1900—1925 гг.
Наиболее частое применение квазиклассического решения — приближённые формулы для нахождения энергий уровней в квантовых ямах и вероятностей прохождения туннельных барьеров в случаях, когда получение точного решения невозможно.

## Вид квазиклассического решения
Одномерное стационарное уравнение Шрёдингера записывается как
{\displaystyle -{\frac {\hbar ^{2}}{2m}}{\frac {d^{2}}{dx^{2}}}\Psi (x)+V(x)\Psi (x)=E\Psi (x)},
где {\displaystyle \Psi } — искомая волновая функция, {\displaystyle V} — потенциальная энергия, {\displaystyle x} — координата, {\displaystyle m} — масса частицы, {\displaystyle E} — её полная энергия, {\displaystyle \hbar } — редуцированная постоянная Планка. 
Квазиклассический подход даёт для такого уравнения приближённое решение
{\displaystyle \Psi (x)=\left({\frac {\text{const}}{2m[E-V(x)]}}\right)^{1/4}\exp \left(\pm {\frac {i}{\hbar }}\int ^{x}\mathrm {d} {\tilde {x}}{\sqrt {2m(E-V({\tilde {x}}))}}\right)},
где {\displaystyle i} — мнимая единица, а знак {\displaystyle \pm } отражает наличие двух вариантов. Нижний предел интеграла здесь и далее в подобных случаях можно взять произвольно ввиду наличия неопределённых предэкспоненциальных констант. 

## Математический вывод
Приведённое выше уравнение Шрёдингера можно переписать в форме
{\displaystyle {\frac {d^{2}}{dx^{2}}}\Psi (x)={\frac {2m}{\hbar ^{2}}}\left(V(x)-E\right)\Psi (x)}.
Мы представим волновую функцию в виде экспоненциальной функции другой неизвестной функции {\displaystyle \Phi }:
{\displaystyle \Psi (x)=\exp(\Phi (x))},
тогда {\displaystyle \Phi } должна удовлетворять уравнению
{\displaystyle \Phi ''(x)+\left[\Phi '(x)\right]^{2}={\frac {2m}{\hbar ^{2}}}\left(V(x)-E\right)},
где {\displaystyle \Phi '} означает производную от {\displaystyle \Phi } по {\displaystyle x}. Разделим {\displaystyle \Phi '(x)} на действительную и мнимую части, вводя действительные функции {\displaystyle A} и {\displaystyle B}:
{\displaystyle \Phi '(x)=A(x)+iB(x)}.
Тогда амплитуда волновой функции {\displaystyle \exp(\int ^{x}A({\tilde {x}})d{\tilde {x}})}, а фаза {\displaystyle {\int ^{x}B({\tilde {x}})d{\tilde {x}}}}. 
Из уравнения Шрёдингера следуют два уравнения, которым должны удовлетворять эти функции:
{\displaystyle A'(x)+A(x)^{2}-B(x)^{2}={\frac {2m}{\hbar ^{2}}}\left(V(x)-E\right)\;}
{\displaystyle B'(x)+2A(x)B(x)=0.\;}
Мы хотим рассмотреть квазиклассическое приближение, чтобы решить эти уравнения. Это означает, что мы разложим каждую функцию как ряд по степеням {\displaystyle \hbar }. Из уравнений мы можем видеть, что степенной ряд должен начинаться со слагаемого {\displaystyle \hbar ^{-1}}, чтобы удовлетворить действительной части уравнения. Но, поскольку нам нужен хороший классический предел, мы также хотим начать разложение со столь высокой степени постоянной Планка, насколько это возможно.
{\displaystyle A(x)={\frac {1}{\hbar }}\sum _{i=0}^{\infty }\hbar ^{i}A_{i}(x),\qquad B(x)={\frac {1}{\hbar }}\sum _{i=0}^{\infty }\hbar ^{i}B_{i}(x)}
С точностью до первого порядка разложения уравнения запишутся в виде
{\displaystyle A_{0}(x)^{2}-B_{0}(x)^{2}=2m\left(V(x)-E\right)}
{\displaystyle A_{0}(x)B_{0}(x)=0}
Если амплитуда меняется слабее, чем фаза, то можно положить {\displaystyle A_{0}(x)=0} и получить
{\displaystyle B_{0}(x)=\pm {\sqrt {2m\left(E-V(x)\right)}}}
Это верно только если полная энергия больше потенциальной энергии. После аналогичных вычислений для следующего порядка малости получим
{\displaystyle \Psi (x)\approx C{\frac {e^{i(\int ^{x}d{\tilde {x}}{\sqrt {{\frac {2m}{\hbar ^{2}}}\left(E-V({\tilde {x}})\right)}}+\theta )}}{\sqrt[{4}]{{\frac {2m}{\hbar ^{2}}}\left(E-V(x)\right)}}}}
С другой стороны, если фаза меняется медленно по сравнению с амплитудой, мы положим {\displaystyle B_{0}(x)=0} и получим
{\displaystyle A_{0}(x)=\pm {\sqrt {2m\left(V(x)-E\right)}}}.
Это верно, если потенциальная энергия больше полной. Для следующего порядка малости получим
{\displaystyle \Psi (x)\approx {\frac {C_{+}e^{+\int ^{x}d{\tilde {x}}{\sqrt {{\frac {2m}{\hbar ^{2}}}\left(V({\tilde {x}})-E\right)}}}+C_{-}e^{-\int ^{x}d{\tilde {x}}{\sqrt {{\frac {2m}{\hbar ^{2}}}\left(V({\tilde {x}})-E\right)}}}}{\sqrt[{4}]{{\frac {2m}{\hbar ^{2}}}\left(V(x)-E\right)}}}}
В выписанных выражениях {\displaystyle C} со значком или без значка, а также {\displaystyle \theta } обозначают произвольные константы.
Из-за знаменателя оба приближённых решения расходятся около классической точки поворота, где {\displaystyle E=V(x)}, и не могут быть правильными. Мы имеем приблизительные решения далеко от потенциального барьера и ниже потенциального холма. Далеко от потенциального барьера частицы ведут себя подобно свободной волне — фаза осциллирует. Ниже потенциального барьера частица подвергается экспоненциальным изменениям в амплитуде.
Чтобы полностью решить задачу, необходимо найти способ избежать расходимости, связать коэффициенты и получить глобальное приблизительное решение. Обозначим классическую точку поворота через {\displaystyle x_{1}}. Вблизи {\displaystyle E=V(x_{1})}, можно разложить {\displaystyle {\frac {2m}{\hbar ^{2}}}\left(V(x)-E\right)} в ряд:
{\displaystyle {\frac {2m}{\hbar ^{2}}}\left(V(x)-E\right)=U_{1}(x-x_{1})+U_{2}(x-x_{1})^{2}+\cdots }.
Для первого порядка имеем уравнение
{\displaystyle {\frac {d^{2}}{dx^{2}}}\Psi (x)=U_{1}(x-x_{1})\Psi (x)}.
Решение его вблизи точек поворота выглядит следующим образом:
{\displaystyle \Psi (x)={\sqrt {x-x_{1}}}\left(C_{+}J_{+{\frac {1}{3}}}\left({\frac {2}{3}}{\sqrt {U_{1}}}(x-x_{1})^{\frac {1}{3}}\right)+C_{-}J_{-{\frac {1}{3}}}\left({\frac {2}{3}}{\sqrt {U_{1}}}(x-x_{1})^{\frac {1}{3}}\right)\right)},
где {\displaystyle J} — функция Бесселя с индексом {\displaystyle \pm 1/3}. 
Используя известные из математических справочников асимптотики данного решения, можно найти отношения между {\displaystyle C,\theta } и {\displaystyle C_{+},C_{-}}:
{\displaystyle C_{+}={\frac {1}{2}}C\cos {\left(\theta -{\frac {\pi }{4}}\right)},\qquad C_{-}=-{\frac {1}{2}}C\sin {\left(\theta -{\frac {\pi }{4}}\right)}}.
Этим построение глобального решения завершается.

## Формулы для барьера и ямы
Частица с полной энергией {\displaystyle E} ниже максимальной высоты {\displaystyle V_{max}} потенциального барьера в классической физике неспособна пройти данный барьер. Однако в квантовой механике, благодаря волновым свойствам частицы, такое прохождение становится возможным и носит название туннельного эффекта. В квазиклассическом приближении вероятность прохождения {\displaystyle T} описывается формулой
{\displaystyle T\approx \exp \left(-{\frac {2}{\hbar }}\int _{x_{1}}^{x_{2}}{\sqrt {2m(V(x)-E)}}\,dx\right)},
где {\displaystyle x_{1}}, {\displaystyle x_{2}} — точки поворота, фиксирующие границы классически недоступной области {\displaystyle V(x)>E}, то есть это координаты, в которых потенциальная энергия {\displaystyle V(x)} равняется полной. 
Формула получается на базе выписанного ранее выражения для {\displaystyle \Psi }, учитывая, что {\displaystyle T\sim |\Psi (x_{2})|^{2}/|\Psi (x_{1})|^{2}}, откуда понятны и именно такая постановка границ в интеграле для {\displaystyle T}, и появление там двойки перед интегралом. Предэкспоненциальный множитель в обеих точках поворота бесконечен, но при делении стремится к некоторому близкому к единице пределу, которым чаще всего пренебрегают.
При анализе туннелирования в реальных структурах формулу для {\displaystyle T} инкорпорируют в более сложные формулы для туннельного тока.
Если частица пребывает в квантовой яме с профилем {\displaystyle V(x)}, уровни энергии {\displaystyle E_{n}} в данной яме квазиклассически рассчитываются из уравнения
{\displaystyle \int _{x_{1}(E_{n})}^{x_{2}(E_{n})}{\sqrt {2m(E_{n}-V(x))}}\,dx=\pi \hbar \left(n+{\frac {1}{2}}\right),\quad n=0,\,1,\,2,\ldots }.
Такое уравнение требует численного решения, но это проще, чем численно решать само уравнение Шрёдингера, и может быть осуществлено методами итераций; границы интегрирования зависят от искомой энергии и находятся из условия {\displaystyle V(x_{1|2})=E} ({\displaystyle E} — «пробная» энергия на шаге итерации). 
Эта формула для уровней ямы получается с использованием квазиклассической функции {\displaystyle \Psi (x)}.